# Казімежув (Лодзький-Східний повіт)
Казімежув (пол. Kazimierzów) — село в Польщі, у гміні Колюшки Лодзький-Східного повіту Лодзинського воєводства.
Населення — 29 осіб (2011).
У 1975-1998 роках село належало до Пйотрковського воєводства.

## Демографія
Демографічна структура станом на 31 березня 2011 року:
|          | Загалом | Допрацездатний вік | Працездатний вік | Постпрацездатний вік |
| -------- | ------- | ------------------ | ---------------- | -------------------- |
| Чоловіки | 13      | 6                  | 5                | 2                    |
| Жінки    | 16      | 4                  | 9                | 3                    |
| Разом    | 29      | 10                 | 14               | 5                    |